# موسیقی آذربایجانی

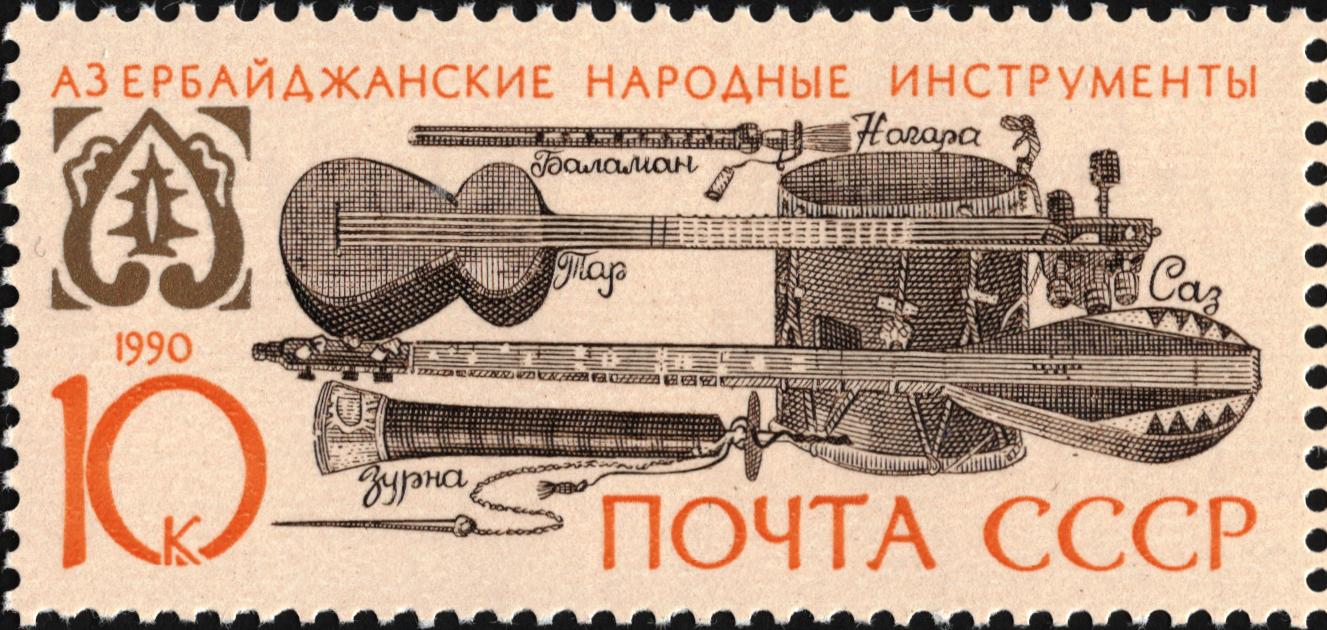
نمایش آلت و اسباب موسیقی آذربایجانی
در تمبر؛ چاپ‌شده توسط پست اتحاد جماهیر شوروی.

موسیقی آذربایجانی به موسیقی سنتی مردمان آذربایجانی گفته می‌شود. موسیقی آذربایجان به سه دسته کلی موسیقی مقامی ، عاشیق و موسیقی میخانه ای تقسیم میشود. هنرمندان آذربایجانی با خلاقیت خود، موسیقی منحصربه‌فردی را می‌آفرینند. کسانی که این نوع موسیقی را به‌همراه سروده‌های خود به‌زبان ترکی آذربایجانی می‌خوانند، عاشیق خوانده می‌شوند. عاشیق‌ها در وصف آذربایجان و دلاوری‌های بزرگان آن، در مراسم جشن و عزاداری، سروده‌های زیبایی را به‌همراه موسیقی آذربایجانی می‌خوانند و مورد توجه مردم قرار می‌گیرند. عاشیق‌ها از دوران قبل از اسلام در بین مردمان ترک‌تبار وجود داشته‌اند.
موسیقی آذربایجانی از دو نوع یا شاخهٔ اصلی تشکیل شده که از لحاظ تقسیم‌بندی موسیقایی منشاء و حالت‌های مختلفی دارند. معمولاً نوع سازهای موسیقی آذربایجانی، خاستگاه و دوستداران اقسام موسیقی با هم تا حدی متفاوتند، هرچند بسیاری دوستدار هردو هستند. تعداد بسیاری از موسیقی‌دانان آذربایجانی با آشنایی به هردو نوع از این موسیقی‌ها توانسته‌اند آثاری هنری بزرگی در قالب اپرا‌ها، موسیقی سمفونیک و موسیقی برای باله خلق نمایند. از مهم‌ترین گونه‌های موسیقی آذربایجانی می‌توان به موسیقی میخانه‌ای، هنر اجرای آذربایجانی تار، بالابان، ناقارا، باغلاما و گارمان اشاره کرد.

## موسیقی موغام
. اگرچه موسیقی موغام آذربایجان به دستگاه‌های موسیقی ایرانی نزدیک است و در بعضی مواقع حتی یکی هم هستند، ولی طرز اجرای این دو موسیقی ملی در انسان احساس بسیار متفاوتی ایجاد می‌کند. موسیقی آذربایجانی مملو از حس قهرمانی و جسارت است. در حالی که موسیقی ایران عارفانه است. درست است که موسیقی آذربایجان نیز دارای مقام‌های حزین و غمگین و عارفانه است، ولی به‌هنگام شنیدن آن، امید و تحرک در آن احساس می‌شود. در این موسیقی حرکت و دینامیسم وجود دارد.

## موسیقی مردمی (فولکلوریک)
این نوع موسیقی شامل موسیقی «عاشیقی»، «بزمی» و «ایلی» است.